# Итауамба (окръг, Мисисипи)
Окръг Итауамба (на английски: Itawamba County) е окръг в щата Мисисипи, Съединени американски щати. Площта му е 1399 km², а населението - 22 770 души (2000). Административен център е град Фултън.